# Oophaga pumilio
A rela-morango  ou rã-morango (Oophaga pumilio) é uma espécie de anfíbio da família Dendrobatidae. Pode ser encontrada na Nicarágua, Costa Rica e Panamá.